# Pentaclorofenol
O pentaclorofenol (PCP) é um composto orgânico, polialogenado, aromático de fórmula química C6HCl5O. É um desinfetante, fungicida, inseticida, bactericida e moluscocida sintético, que é tóxico para o ser humano. No final da década de 80 (algumas fontes citam 1984, outras 1987), ele foi banido nos Estados Unidos, embora ainda seja usado como conservante da madeira em postes.
Seu uso está proibido em vários países. Também é um dos produtos controlados no Tratado PIC Global (informação e consentimento prévio em caso de comércio ou transporte internacional). 
O pentaclorofenol é classificado como muito perigoso pela Organização Mundial de Saúde, e carcinogênico, muito tóxico e irritante pela União Europeia. No Brasil, na Universidade Federal de Santa Catarina, resultados de pesquisa oriundos do curso de química desenvolveu um método inovador para identificar o composto na água.

## Propriedades físico-químicas
Tem ponto de fusão de 190 °C. É um sólido cinzento e cristalino. Seu odor é fenólico. Solubilidade em gordura de 213 g/kg (lipossolúvel). Possui uma constante de Henry de 3,4.10−6 e Log Kow de 3,56. Composto classificado como persistente no meio ambiente (pode permanecer na água durante até 190 dias), caracterizado com uma meia-vida longa, ou seja, lenta taxa de desaparecimento no ambiente, principalmente por apresentar uma estabilidade química, mas também devido a condições do meio ambiente desfavoráveis aos processos de mineralização ambiental ou biológica ().

## Contaminação do Meio Ambiente
Atingem as diversas partes do ambiente através de uma aplicação intencional no solo, na água ou nos vegetais, ou até mesmo por contaminação não intencional, por derivação durante a aplicação, atingindo a água, o ar ou o solo. Esses resíduos, que por maioria das vezes, são provenientes de indústrias, são lançados no ambiente, tanto no solo como na água, como forma de descarte de produtos não desejáveis ().

## Riscos
Esse poluente é tóxico para mamíferos e aves, e ainda sua toxicidade é estendida a organismos não-alvo, presentes no solo e na água. No interior do organismo, o Pentaclofenol atua como dissociador da fosforilação oxidativa no interior das células, acarretando num aumento do metabolismo corporal. O Pentaclorofenol pode passar por lixiviação da madeira tratada ao solo, podendo contaminar águas subterrâneas ().  
Segundo a IPCS (1987) o poluente possui ação neurológica, imunológica e fetotóxicologica, além de sua ação teratogênica. A OMS classifica este organoclorado através da classe IB – altamente perigoso. Segundo a IARC, o composto é classificado quanto a sua atividade cancerígena em 2B – possível carcinogênico para humanos e a EPA o classifica em B2 – provável carcinógeno humano.  
Os padrões de potablidade do pentaclorofenol segundo a portaria nº 518/2004 é valores máximos permitidos de 9 µg/L e padrões máximo segundo o CONAMA 357/2005 em águas doces classe 3 de 0,009 mg/L. Segundo a CETESB as concentrações máximas em peso seco do poluente em solo são  de 0,35 mg/Kg em áreas agrícolas, 1,3 mg/Kg em área residencial e 3 mg/Kg em área industrial. 
A exposição ao pentaclorofenol, ainda que por pouco tempo, debilita o sistema imunitário do ser humano. Pode afetar os sistemas cardiovascular, respiratório, gastrintestinal, neurológico, endócrino e reprodutivo e causar problemas de pele. Estudos demonstram efeitos prejudiciais para o fígado, rins, pele, sangue, pulmões e sistema nervoso central.

## Destino no Meio Ambiente
No ar, solos, e águas superficiais, o PCP tem um período de vida de horas a dias. O composto é degradado por microrganismos no solo e água superficial e nesta última, assim como no ar, também sofre fotodegradação por luz solar, decompondo-se em outros compostos também prejudiciais. O pentaclorofenol é insolúvel em água, tendo uma solubilidade de apenas 0,014 g/L a 25 °C. De uma forma geral, o pentaclorofenol possui baixa solubilidade em água, mas sua solubilidade é definida a partir da variação do pH – o qual em pH ácido irá formar o composto pentaclorofenato de sódio (PCFNa) tornando solúvel em água - média migração solo e água, média volatilização para a atmosfera, alta persistência e bioconcentração no ambiente ()

## Transporte do composto
Já o pentaclorofenol é pouco solúvel em água (conforme a variação do pH), mas solúvel na maioria dos solventes orgânicos com exceção do tetracloreto de carbono onde a solubilidade é limitada. Por sua vez, o pentaclorofenato de sódio (PCFNa), obtido pela reação do PCF com hidróxido de sódio, é altamente solúvel na água (;).
Uma das consequências da volatilização de PCP é a poluição indireta dos solos e sedimentos através da deposição pela precipitação (chuva e neve). Contudo, a libertação direta para os solos pela aplicação como herbicida, pela lixiviação de produtos tratados com PCP ou por derrames industriais e deposição de resíduos são fontes significativas deste poluente no solo ().

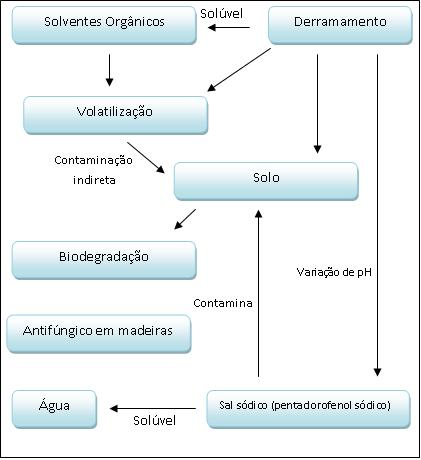
Fluxograma do pontaclorofenol

## Reações químicas, biológicas e fotoquímicas
O pentaclorofenol em temperaturas elevadas e da condensação de duas moléculas do mesmo, ocorre à formação de diversos compostos que se constituem em contaminantes indesejáveis do chamado produto técnico (Tabela 3), o qual contém dioxinas (por exemplo, tetra-, hexa- e octaclorodibenzo-p-dioxina) e hexaclorobenzeno como subproduto de fabricação. Entre estes contaminantes, que também ocorrem no produto de grau puro, porém em menor proporção, destacam-se éteres difenilclorados, diidroxibifenis clorados, dibenzofuranos e dibenzodioxinas ()
O processo de síntese do composto 2, 3, 7, 8, - tetraclorodibenzeno-p-dioxina (TCDD), considerado o protótipo das dibenzodioxinas. A TCDD é um composto altamente lipossolúvel e relativamente estável no meio biológico apresentando uma meia-vida biológica de 24 dias. É bastante estável no solo e a degradação microbiológica. Sua meia-vida no solo é de cerca de um ano ().
O pentaclorofenol é um contaminante biodegradável, o qual o contaminante funciona como fonte de carbono para os microrganismos, sendo necessário o fornecimento de nutrientes como nitrogênio e fósforo, bem como um agente oxidante, que funcione como receptor de elétrons, além de outros nutrientes específicos para cada contaminante. Biorremediação aeróbia sob condições muito específicas. E metabolizado em condições anaeróbias. Sendo adsorvido fortemente em subsuperfície, formando fase liquida (NAPL) e fase sólida (NASP) (). A biodegradação ocorre com a liberação do cloro na forma de cloreto.

## Brasil
No Brasil, somente o seu sal sódico (pentaclorofenato de sódio) ainda é usado na prevenção de fungos manchadores em madeira recém-abatida ou recém-desdobrada (VIEIRA, 1981). É conhecido como "pó da China". Existem casos de contaminação no país, de trabalhadores da Rhodia.  
Na UFSC, um método de detecção do petaclorofenol utilizando métodos eletroquímicos para a síntese de um sensor utilizando titânia-sílica foi elaborado como parte de estudos de doutoramento no ano de 2022.